# 群馬原町站

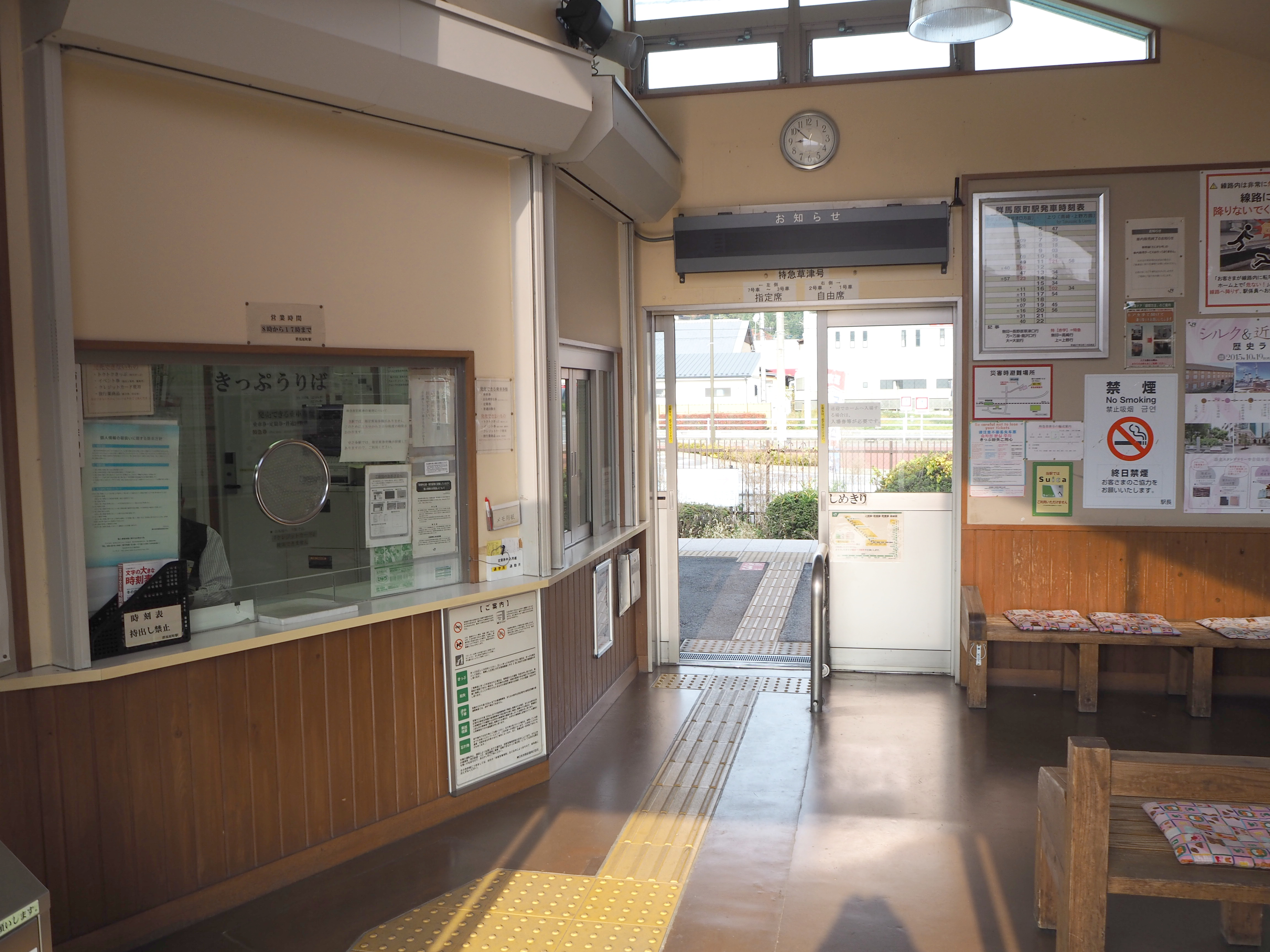
檢票口（2015年11月）

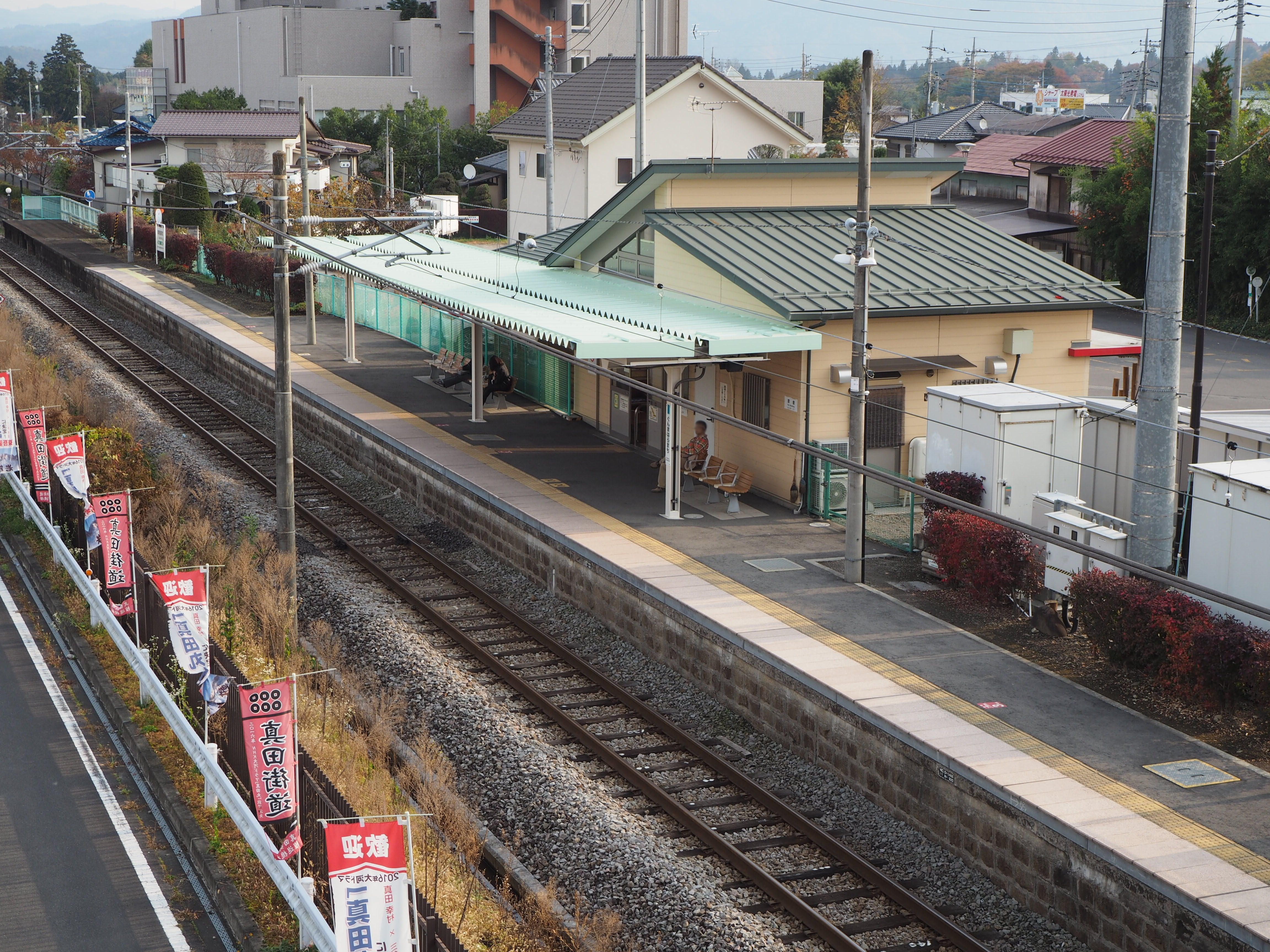
月台（2015年11月）

群馬原町站（日语：／ Gunma-Haramachi eki */?）是位於群馬縣吾妻郡東吾妻町大字原町627番地，東日本旅客鐵道（JR東日本）的吾妻線車站。
此站是東吾妻町的中心車站，定期特急「草津」曾經停靠此站。在2017年3月4日時間表修正後，成為特急通過站。

## 歷史
- 1945年（昭和20年）8月5日：車站啟用[1]。
- 1987年（昭和62年）4月1日：伴隨國鐵分割民營化，車站由東日本旅客鐵道（JR東日本）營運[2]。
- 2004年（平成16年）2月：車站啟用以來一直使用的木造車站大樓重建。現時的車站大樓開始使用。
- 2013年（平成25年）3月16日：特急「草津」下行3號停靠此站，所有列車均停靠此站（在星期六、日及假日的32號仍然通過）。
- 2014年（平成26年）10月1日：此站編入至東京近郊區間[3]。
- 2017年（平成29年）
  - 3月4日：實施時間表修正，特急通過此站。
  - 4月1日：當日起整日成為無人車站[4]。
- 2018年（平成30年）2月21日：東吾妻町觀光協會事務局遷移至車站大樓內[5]。

## 車站構造
車站是一座地面車站，設有1面1線的單式月台。此站是由中之條站管理的無人車站。
曾經此站是業務委託車站，委托了JR東日本車站服務（2015年6月30日前為JR高崎鐵道服務）負責車站業務，當時設有POS終端和售票處（發售常備、補充票）。在2017年4月1日成為無人車站後了永久關閉櫃臺。

## 使用狀況
根據「JR東日本」資料，以下為2000年度（平成12年度）- 2015年度（平成27年度）的1日平均乘車人次。
以下為近年乘車人次變化：
| 乘車人次變化       | 乘車人次變化     | 乘車人次變化    |
| 年度               | 1日平均 乘車人次 | 參考資料        |
| ------------------ | ---------------- | --------------- |
| 2000年（平成12年） | 714              | [ 利用客数 1 ]  |
| 2001年（平成13年） | 694              | [ 利用客数 2 ]  |
| 2002年（平成14年） | 638              | [ 利用客数 3 ]  |
| 2003年（平成15年） | 617              | [ 利用客数 4 ]  |
| 2004年（平成16年） | 625              | [ 利用客数 5 ]  |
| 2005年（平成17年） | 609              | [ 利用客数 6 ]  |
| 2006年（平成18年） | 613              | [ 利用客数 7 ]  |
| 2007年（平成19年） | 583              | [ 利用客数 8 ]  |
| 2008年（平成20年） | 587              | [ 利用客数 9 ]  |
| 2009年（平成21年） | 558              | [ 利用客数 10 ] |
| 2010年（平成22年） | 555              | [ 利用客数 11 ] |
| 2011年（平成23年） | 544              | [ 利用客数 12 ] |
| 2012年（平成24年） | 543              | [ 利用客数 13 ] |
| 2013年（平成25年） | 540              | [ 利用客数 14 ] |
| 2014年（平成26年） | 494              | [ 利用客数 15 ] |
| 2015年（平成27年） | 488              | [ 利用客数 16 ] |

## 車站周邊
- 東吾妻町公所
- 群馬縣立吾妻特別支援學校高等部
- 原町郵局（日语：原町郵便局 (群馬県)）
- 藥師溫泉
- 岩櫃山（日语：岩櫃山）
- 針葉樹岩櫃（日语：コニファーいわびつ）
- 溫川溫泉（日语：温川温泉 (群馬県)）
- Beisia（日语：ベイシア）超級中心吾妻店
- 原町紅十字醫院（日语：原町赤十字病院）

## 巴士路線

### 原町站
| 乘車處 | 系統                                   | 主要途經                       | 目的地   | 巴士公司 | 備註                                   |
| ------ | -------------------------------------- | ------------------------------ | -------- | -------- | -------------------------------------- |
| 1      |                                        | 太田分所前、太郎谷戶、東分所前 | 湯中子   | 關越交通 | 假日暫停服務                           |
| 1      |                                        | 田中、大戶                     | 大柏木   | 關越交通 | 星期六及假日暫停服務。原町站首班車。   |
| 1      |                                        | 田中、細谷、天狗之湯、岩島站前 | 原町站   | 關越交通 | 右回                                   |
| 1      | 鄉原站前、矢倉站前、岩島站前、天狗之湯 | 原町站                         | 左回     | 關越交通 |                                        |
| 2      |                                        | 田中、大戶                     | 大柏木   | 關越交通 | 星期六及假日暫停服務，日赤醫院首班車。 |
| 3      |                                        |                                | 日赤醫院 | 關越交通 | 星期六及假日暫停服務                   |

- 乘車處位於車站南邊。1號乘車處位於站前總站內，2、3號乘車處位於群馬縣道28號高崎東吾妻線（日语：群馬県道28号高崎東吾妻線）上。

### 群馬原町站入口
| 乘車處 | 系統       | 主要途經         | 目的地                      | 巴士公司   | 備註 |
| ------ | ---------- | ---------------- | --------------------------- | ---------- | ---- |
|        | 上州湯巡號 | 練馬站、中野坂上 | Busta新宿（新宿站新南出口） | JR巴士關東 |      |
|        | 東京湯巡號 |                  | 東京站日本橋出口            | JR巴士關東 |      |

- 乘車處位於車站北邊的國道145號（日语：国道145号）上。

## 相鄰車站
東日本旅客鐵道（JR東日本）
■吾妻線
中之條－群馬原町－鄉原

## 注腳

### 使用狀況
1. ↑  . 東日本旅客鐵道.   [2019-04-11]. （原始内容存档于2019-04-02） （日语）.
2. ↑  . 東日本旅客鐵道.   [2019-04-11]. （原始内容存档于2019-02-22） （日语）.
3. ↑  . 東日本旅客鐵道.   [2019-04-11]. （原始内容存档于2019-04-02） （日语）.
4. ↑  . 東日本旅客鐵道.   [2019-04-11]. （原始内容存档于2019-03-27） （日语）.
5. ↑  . 東日本旅客鐵道.   [2019-04-11]. （原始内容存档于2019-02-23） （日语）.
6. ↑  . 東日本旅客鐵道.   [2019-04-11]. （原始内容存档于2019-04-02） （日语）.
7. ↑  . 東日本旅客鐵道.   [2019-04-11]. （原始内容存档于2019-04-02） （日语）.
8. ↑  . 東日本旅客鐵道.   [2019-04-11]. （原始内容存档于2019-04-02） （日语）.
9. ↑  . 東日本旅客鐵道.   [2019-04-11]. （原始内容存档于2019-02-22） （日语）.
10. ↑  . 東日本旅客鐵道.   [2019-04-11]. （原始内容存档于2019-04-02） （日语）.
11. ↑  . 東日本旅客鐵道.   [2019-04-11]. （原始内容存档于2019-04-02） （日语）.
12. ↑  . 東日本旅客鐵道.   [2019-04-11]. （原始内容存档于2019-04-02） （日语）.
13. ↑  . 東日本旅客鐵道.   [2019-04-11]. （原始内容存档于2019-04-02） （日语）.
14. ↑  . 東日本旅客鐵道.   [2019-04-11]. （原始内容存档于2017-02-08） （日语）.
15. ↑  . 東日本旅客鐵道.   [2019-04-11]. （原始内容存档于2019-04-02） （日语）.
16. ↑  . 東日本旅客鐵道.   [2019-04-11]. （原始内容存档于2019-03-23） （日语）.

## 外部連結
- 車站資訊（群馬原町）：東日本旅客鐵道（日語）